# Amityville III: Demon
Amityville III: Demon (Amityville 3-D) – horror produkcji amerykańskiej-meksyk z 1983 roku w reżyserii Richarda Fleischera.